# Borsigwerke (metropolitana di Berlino)
La stazione di Borsigwerke è una stazione della metropolitana di Berlino, posta sulla linea U6.
È posta sotto tutela documentale (Denkmalschutz).

## Storia
La stazione venne aperta all'esercizio il 31 maggio 1958, come parte della nuova tratta da Kurt-Schumacher-Platz a Tegel dell'allora linea C (oggi U6).

## Strutture e impianti
Il progetto architettonico della stazione fu elaborato da Bruno Grimmek con la collaborazione di Werner Klenke.
Il muro della banchina è completamente rivestito da mattonelle gialle.

## Interscambi
- Fermata autobus

### Esplicative
1. ↑  La numerazione delle linee metropolitane di Berlino venne introdotta nel 1966.

### Bibliografiche
1. ↑  (DE) U-Bahnhof Borsigwerke, su stadtentwicklung.berlin.de. URL consultato l'8 maggio 2018 (archiviato dall'url originale il 9 maggio 2018).
2. ↑  Lemke e Poppel (1992), p. 61.
3. ↑  Lemke e Poppel (1992), p. 154.
4. ↑  (DE) Hans-Werner Klünner, S- und U-Bahnarchitektur in Berlin, Berlino (Ovest), Felgentreff & Goebel, 1985,  p. 64, ISBN non esistente.
5. ↑  J. Meyer-Kronthaler, Berlins U-Bahnhöfe, be.bra Verlag (1996)

### Fonti
- (DE) Ulrich Lemke e Uwe Poppel, Berliner U-Bahn, 3ª ed., Düsseldorf, Alba, 1992, ISBN 3-87094-346-7.

### Testi di approfondimento
- (DE) Henriette Heischkel, U-Bahnhöfe der Linien U6 und U9, in Adrian von Buttlar, Kerstin Wittmann-Englert e Gabi Dolff-Bonekämper (a cura di), Baukunst der Nachkriegsmoderne. Architekturführer Berlin 1949–1979, Berlino, Dietrich Reimer Verlag, 2013,  pp. 271-272, ISBN 978-3-496-01486-7.